# Trznadel czubaty
Trznadel czubaty (Schoeniclus rusticus) – gatunek małego, wędrownego ptaka z rodziny trznadli (Emberizidae), zamieszkujący Eurazję. Narażony na wyginięcie.
Zasięg występowaniaWystępuje w pasie ciągnącym się od północnej Europy po wschodnią Rosję. Zimuje głównie we wschodniej Azji, nielicznie także w Azji Środkowej (południowy Kazachstan i północno-zachodnie Chiny). Do Polski zalatuje sporadycznie, do końca 2021 stwierdzony 39 razy (łącznie obserwowano 40 osobników).
SystematykaCzęść systematyków zalicza trznadla czubatego do rodzaju Emberiza. Niektórzy badacze uznają go za gatunek monotypowy, natomiast Handbook of the Birds of the World wyróżnia dwa podgatunki:
- E. r. rustica – środkowy i północny Półwysep Fennoskandzki na wschód po środkowo-wschodnią Syberię (okolice jeziora Bajkał).
- E. r. latifascia – wschodnia Syberia od jeziora Bajkał na wschód po Zatokę Anadyrską i Kamczatkę, na południe po ujście Amuru i północny Sachalin, być może także góry Wielki Chingan (północno-wschodnie Chiny).

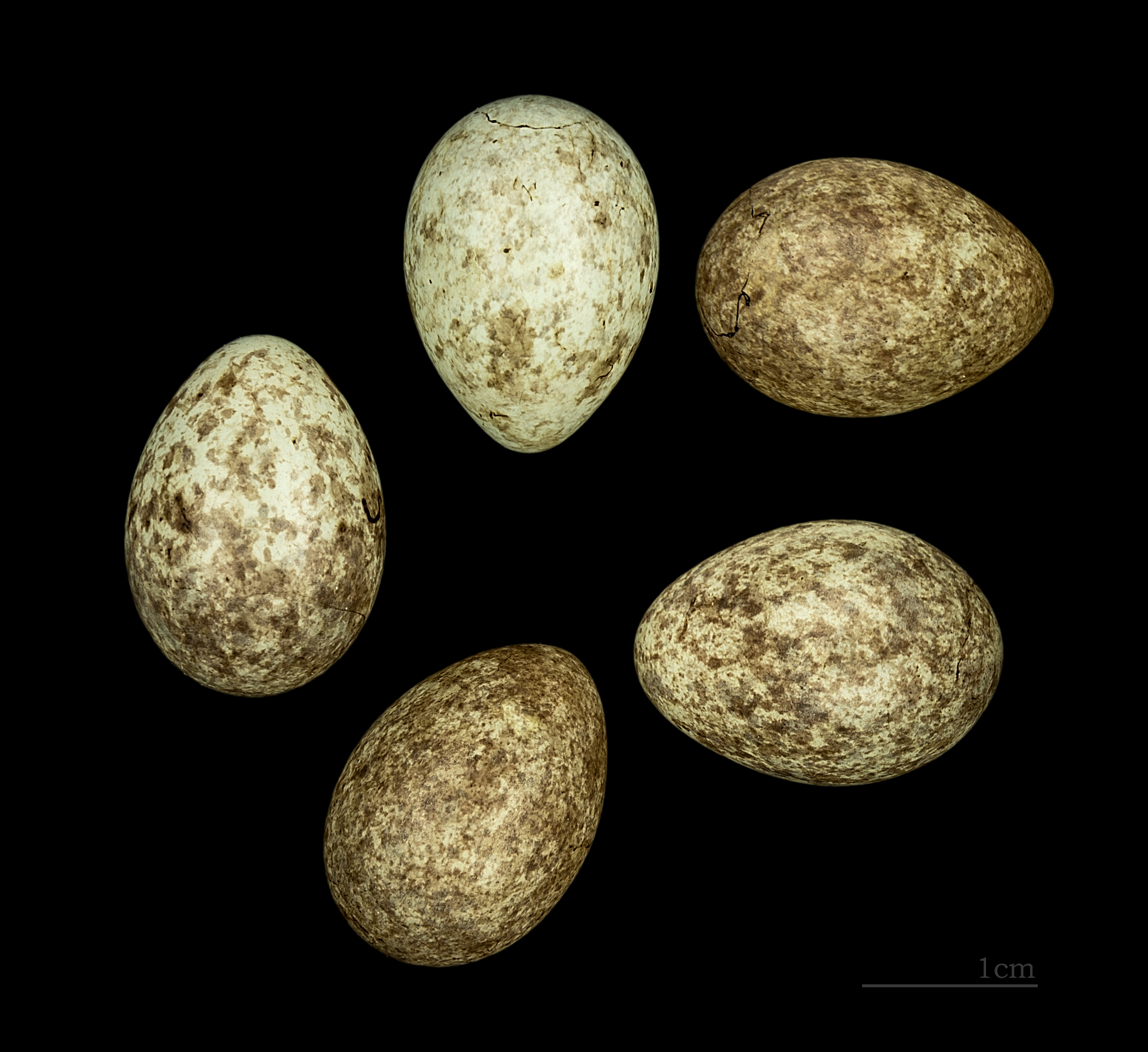
Jaja z kolekcji muzealnej

MorfologiaPtak ma charakterystyczny czubek, podobnie do czubatki (w locie bardzo widoczny). Tak jak trznadel zwyczajny, za skrzydłami ma rdzawą plamkę, a nad czarnymi oczami biały pasek.
Długość ciała wynosi 13–14,5 cm, masa 15,5–24,3 g.
PożywienieŻywi się ziarnem, owadami i pająkami.
Status i ochrona
Międzynarodowa Unia Ochrony Przyrody (IUCN) od 1988 klasyfikowała trznadla czubatego jako gatunek najmniejszej troski (LC, Least Concern). W 2016 status zmieniono na narażony (VU, Vulnerable). Liczebność światowej populacji, wstępnie obliczona w oparciu o szacunki organizacji BirdLife International dla Europy na rok 2015, zawiera się w przedziale 6–9 milionów dorosłych osobników. Od okolic 2000 roku liczebność populacji zmniejszyła się o około ⅓. Zagrożenie dla trznadli czubatych stanowi wycinka drzew i osuszanie środowiska na terenach lęgowych oraz rozwój rolnictwa i odłów na zimowiskach.
Tak jak prawie wszystkie wróblowe, gatunek ten jest w Polsce objęty ścisłą ochroną gatunkową.